# 朝日放送夕方ニュース枠
朝日放送夕方のローカルニュース枠（あさひほうそうゆうがたのローカルニュースわく）は朝日放送テレビが毎日夕方に放送されている報道番組の一覧のことである。

## 各番組の歴史
朝日放送の夕方ニュース番組本格参入は1977年の『たいむ6』からであり、在阪局のローカルワイドニュースとしては『MBSナウ』（毎日放送）に続いて2例目でもある。その後テレビ朝日の全国ニュース枠（『ANNニュースレーダー』）が18時25分開始に繰り上がると、番組ごと内包して18時52分まで編成していた。
1987年10月改編でテレビ朝日が全国ニュースを19時台に移すと、『ニュースウェーブABC』として当時の在阪局でも最長の、42分間のワイド編成を採用する。これは1989年3月31日まで続けられた。
1994年4月4日から夕方ワイド番組『ワイドABCDE〜す』開始に伴い、同番組のニュースコーナーに再編されるも、1999年10月4日より番組内番組『ワイド630』として独立する。『ABC NEWSゆう』以降は夕方17時台のワイド番組とは別のタイトルとキャスター陣で2009年3月13日まで続けられた。
2011年10月3日から2022年3月30日まで放送された『キャスト』は関西テレビや読売テレビと同様に18時台の全国ニュースを跨いだ2時間編成として放送されていた。

## 現在放送中の番組
平日
- newsおかえり（2022年4月4日 - ）

週末
- ANNスーパーJチャンネル（1997年10月4日 - ）

## 過去に放送していた番組
- たいむ6（1977年4月4日 - 1987年10月16日）
- ニュースウェーブABC（1987年10月19日 - 1989年9月29日）
- 600ステーションABC（1989年10月2日 - 1991年3月29日）
- ABC News Report（1991年4月1日 - 1997年3月27日[注 2]）
- ワイドABCDE〜す（1997年3月31日 - 1999年10月1日[注 3]）
- ワイド630（1999年10月4日 - 2000年9月29日）
- ABC NEWSゆう（2000年10月2日 - 2009年3月13日）
- NEWSゆう+（2009年3月16日 - 2011年9月30日）
- キャスト（2011年10月3日 - 2022年3月30日[注 4]）